# Lengyel Tünde
Lengyel Tünde (Komárom, 1960. szeptember 9. –) történész, levéltáros.

## Élete
Általános és középiskolai tanulmányait 1979-ben Kassán fejezte be, majd a pozsonyi Comenius Egyetem levéltáros szakán végzett 1985-ben. 2 évig Kassán levéltáros, majd 1987-től a Szlovák Tudományos Akadémia Történettudományi Intézetének munkatársa lett. 1989-ben doktori címet, 1996-ban a történettudomány kandidátusa fokozatot szerzett. 
Kutatási területe a kora újkori (16–17. századi) gazdaság- és várostörténet, a mindennapi és családi élet, ezen belül a nők és a gyermekek társadalmi helyzete. Kutatja a magyar főúri családok (nagybiccsei Thurzó, Nádasdy) történetét is. 2002-től a Szlovák Tudományos Akadémia Történettudományi Intézete Tudományos Tanácsának tagja, a Szlovák–magyar Történész Vegyesbizottság titkára, a Historický časopis szerkesztőbizottságának a tagja, a Szlovák Történész Társaság Nemzetségi Tanulmányok szekciójának vezetője, az URBS – Budapest évkönyv szerkesztőbizottságának tagja, szlovákiai képviselője az International Federation for Research in Women’s History szervezetnek. 

## Művei
- 2002 Alžbeta Bátoriová - Pani z Čachtíc (tsz. Peter Kováčik)
- 2004 Žena a právo
- 2006 Bártfától Pozsonyig (társszerző)
- 2006 The Social Status of Women in the History of Slovakia In: Slovakia on the Way to Gender Equality.
- 2007 Historický kalendár (társszerző Ivan Mrva)
- 2010 Báthory Erzsébet. Egy asszony élete (tsz. Várkonyi Gábor).
- 2013 Bosorky, strigy, čarodejnice.
- 2013 Lásky a škandály v našich panovníckych rodoch. (tsz. Daniela Dvořáková, Roman Holec)